# Mark Chisholm
Mark Chisholm (Gladstone, 18 de setembre de 1981) és un jugador australià de rugbi que juga com a segona línia, però també pot fer-ho d'ala.

## Carrera

### Clubs
Chisholm va debutar al Super Rugby l'any 2002 amb els Queensland Reds pujant des de la pedrera d'Energex Reds College. La temporada següent va recalar en els Brumbies on va fer el seu debut en un partit contra els Cats a Johanesburg, sortint des de la banqueta. Aquesta mateixa temporada va jugar sis partits més.
Chisholm ha estat un pilar fonamental en el XV titular dels Brumbies, ocupant la posició de Segona línia titular durant anys, gràcies a la força i potència que li donen els seus 115 kg de pes. Chisholm va arribar a ser campió del Super 12 l'any 2004. El 2007 va ser nomenat millor davanter dels Brumbies i segon de la competició per darrere de George Smith al Premi Brett Robinson. Actualment és el segon lock amb més partits del club per darrere de David Giffin (80 caps). Va acabar la temporada 2010 del Super 14 a només 12 partits per sota del centenar de partits en aquesta competició.

### Internacional
Va jugar per a l'equip sub-19 d'Austràlia l'any 2000, i en la categoria sub-21 en 2001 i 2002. També ha estat una figura clau en la selecció Wallaby des que va fer el seu debut l'any 2004 en una gira mundial d'Austràlia substituint Nathan Sharpe. Fou seleccionat amb els Wallabies per jugar la Copa del Món de Rugbi de 2007. És el jugador australià número 32 en arribar als 50 partits amb Austràlia. L'any 2011 fou descartat per competir en la Copa del Món a causa de la ruptura del seu lligament encreuat anterior en un partit del Super Rugbi amb els Brumbies el juny de 2011.